# Kurbély György
Kurbély György (Tusina, 1755. augusztus 11. – Veszprém, 1821. május 27.) veszprémi megyéspüspök 1809-tól haláláig.

## Életútja
A gimnáziumot Szekszárdon és Pécsett végezte. 1774-től a Pázmáneum növendéke lett. 1778. szeptember 28-án pappá szentelték, a budai generális szeminárium prefektusa, 1782-től Nagyszombatban szentszéki jegyző. 1786-tól prímási titkár. 1794. augusztus 11-től esztergomi kanonok, majd 1795-től a prímás parancsára a főszegyház főesperesség területén egyházmegyei látogatást végzett. 1806. június 28-tól pristinai címzetes püspök és helytartósági tanácsos. 1808-tól udvari kancelláriai és királyi tanácsos. 1807. május 23-tól szentistváni prépost. 
1808-ban Bécsbe költözött, a kancellária referense. 1809. augusztus 11-én a király veszprémi püspökké nevezte ki. Rómából azonban a jóváhagyó bulla VII. Pius pápa francia fogsága miatt nem érkezett meg, ezért a veszprémi káptalan 1811-ben helynökké választotta, és így kormányozta az egyházmegyét. 1815. január 16-án a Szentszék megadta a hozzájárulást, március 5-én Vácott püspökké szentelték. 3 év alatt bejárta egész egyházmegyéjét. Sok szegény diákot taníttatott. Hívei sokaságát ajándékozta meg általa fordíttatott és nyomatott jámbor könyvekkel. 
1812-ben a pápai és segesdi főesperességek létrehozásával átszervezte az egyházmegyét 8 új plébánia megalapítását segítette. 1817 és 1819 között a hazai szerzetesrendek szabályzatán dolgozott.